# Traktat o życiu
Traktat o życiu. Myśli wybrane – antologia fragmentów esejów Czesława Miłosza, wydana w 2014 r.
Książka zawiera wybór fragmentów z 12 książek eseistycznych Miłosza, w wyborze i układzie tematycznym dokonanym przez Joannę Gromek-Illg. Cytaty pochodzą z następujących zbiorów: „Ogród nauk”, „O podróżach w czasie”, „Piesek przydrożny”, „Prywatne obowiązki”, „Rodzinna Europa”, „Rok myśliwego”, „Szukanie ojczyzny”, „Świadectwo poezji”, „Widzenia nad Zatoką San Francisco”, „zaczynając od moich ulic”, „Ziemia Ulro” i „Życie na wyspach”.

## Tematy
- O sobie
- O literaturze i jej przypadłościach
- O gospodarstwie poezji polskiej
- O Kościele i religiach
- O sztuce i artystach
- O wieku XX i moralności
- O przemijaniu i historii
- O wygnaniu
- O miłości i seksie
- O śmierci